# むろつ丸
むろつ丸（英語：MUROTSU MARU）は、2012年に畑山造船にて建造された日本船籍のタグボート。

## 概要
外見は、三層のタグで大きいファンネルがあるのが大きな特徴。エスコート許可は右舷側に「AB34C-・4-5海229」、左舷側に「AB34C-16-6海351」と表示されている。
令和2年11月19日、香川県坂出市与島沖で発生した修学旅行中の小学生ら62名を乗せた小型客船が沈没した事故において、緊急出動のうえ救助支援を行ったとして、むろつ丸を含む、いよ丸、しなの丸の乗組員が、高杉典弘第六管区海上保安本部長、浜田恵造香川県知事及び綾宏坂出市長から感謝状を贈与されている。

## 歴史
- 2012年‐竣工
- 2015年‐加古川港から水島港に移る。